# Felice Caronni
Felice Caronni (Monza, 8 novembre 1747 – Milano, 10 aprile 1815) è stato un archeologo, numismatico, incisore e barnabita italiano.

## Biografia
Nato a Monza da Antonio Maria e Giovanna Corti, entra in seminario a Milano e professò i voti nel 1769, ed è ordinato sacerdote a Lodi il 19 ottobre 1770, mantenendo il nome con cui era stato battezzato. A Lodi insegna Umanità nel collegio di San Giovanni alla Vigne.
Nel 1771 è trasferito, sempre come insegnante, ad Arpino, dove incontra per un breve periodo Francesco Saverio Maria Bianchi. Ad Arpino passa alla cattedra di Retorica. 
Nell'autunno del 1773 trascorre un lungo periodo a Roma, ove ha occasione di fare la conoscenza con Giovanni Battista Visconti, un allievo del Winckelmann, e che a Roma, con il favore di Clemente XIV e dell'allora tesoriere Giovanni Angelo Braschi (poi papa Pio VI) stava costituendo il Museo Pio-Clementino. A casa del Visconti diviene amico dei figli, il famoso Ennio Quirino, Filippo Aurelio e Alessandro. Visconti incoraggiò la vocazione di Caronni all'antiquariato.
Nell'ottobre del 1773 è trasferito a Livorno. Del viaggio, effettuato passando Firenze, offre un resoconto in una lettera al Visconti, descrivendo le opere d'arte e d'antiquaria viste nella galleria granducale. 
Nel 1775 è trasferito a Genova anche a causa del clima non favorevole che si era creato nel granducato di Toscana, per le riforme di Pietro Leopoldo, che infatti nel 1783 scioglierà le case e le scuole dei barnabiti. 
A Genova continua la sua attività di insegnante e coltiva sempre più l'antiquaria e in particolare la numismatica. Dalla corrispondenza con Giovanni Battista Visconti, con cui scambia pezzi, si evince il progressivo coinvolgimento di Caronni allo studio e al collezionismo delle monete. Da una lettera del 1778 si evince che oramai l'interesse si è spostato dall'acquisto delle monete alla raccolta dei libri sull'argomento: è disposto infatti a dare Giovanni Battista Visconti una moneta di Pupieno in cambio di testi di Jean Foy-Vaillant. Questa è l'ultima corrispondenza con Giovanni Battista Visconti, che poco dopo riceverà l'incarico di organizzare e illustrare il museo Pio-Clementino e dunque avrà poco tempo a disposizione. Comunque l'anno successivo Caronni è trasferito a Roma dove i contatti ripresero de visu sino alla morte di Visconti nel 1784.
Trasferito a Roma nel 1780, vi giunge il 4 febbraio. A Roma l'interesse antiquario cresce, ma la salute invece gli crea problemi a causa di febbri persistenti che convincono i superiori a trasferirlo, nel 1782, a Bormio e in seguito a Cremona.
Nel 1786 è trasferito a Mantova. A Mantova corrisponde con Angelo Maria Cortenovis, anch'egli barnabita e antiquario, con cui in precedenza era entrato in contatto per ricerche svolte a Cremona, per incarico del Cortenovis stesso, su Antonio Maria Zaccaria, uno dei fondatori della congregazione dei barnabiti. 
In una lettera dà conto della sua prima ricerca storica, sul sacco di Mantova del 1630, ad opera dei Lanzichenecchi. Nella stessa lettera emerge l'attività di Caronni come incisore. Già in precedenza aveva sostenuto presso Leopoldo II, l'ex granduca Pietro Leopoldo di Toscana, la necessità di istituire una scuola d'incisione all'Accademia di Brera. 
Dal 1789 al 1790 viaggia in Europa: Augusta, Monaco, Vienna. Si ferma per qualche tempo a Vienna. Poi visita Boemia, Sassonia, Ungheria e Prussia. 
In Ungheria torna e si ferma per tre anni, con l'autorizzazione dell'ordine, a Hédervár, presso il conte Michele Wiczai (Viczay Mihály 1757–1831), con cui aveva stretto in precedenza amicizia e di cui riordina il medagliere. Per conto di Wiczai, e assieme a lui, gira l'Europa alla ricerca di antichità: Budapest, Vienna, Francoforte, Presburgo. A Vienna entra in contatto con Eckhel, che era allora direttore del Gabinetto numismatico imperiale. 
Nel 1791 riparte e visita Parigi, Amsterdam e Londra; in tutti questi luoghi effettua acquisti per conto di Wiczai. Lo stesso anno torna in Italia e si reca nuovamente a Hédervár, a catalogare e sistemare gli acquisti. 
Alla fine del 1793 torna a Monza, all'interno dell'ordine. Qui continua a cercare monete, questa volta per donarle al duomo di Monza. 
Dal 1797 risiede a Milano. È ostile alla causa rivoluzionaria e alla Repubblica cisalpina. Alla caduta della repubblica, nel 1799, tiene un discorso in ringraziamento.
Nel 1804, viaggia in Italia: Roma, Napoli, Palermo. In giugno, durante il viaggio di ritorno da Palermo a Napoli, il battello su cui naviga è attaccato da corsari africani e portato a Tunisi, dove rimane fino alla fine di settembre. A Tunisi si interessa dell'archeologia locale, che descriverà nel "Ragguaglio". Torna in Italia, a Livorno, dove deve restare in quarantena fino al febbraio del 1805. Questi avvenimento sono raccontati da Caronni nella prima parte del Ragguaglio del viaggio compendioso di un dilettante antiquario sorpreso da' corsari e condotto in Barberia e felicemente ripatriato, pubblicato nel 1805. L'anno successivo uscì la seconda parte, Ragguaglio di alcuni monumenti di antichità ed arti raccolti da un dilettante antiquario, con la descrizione dei monumenti visti durante il suo soggiorno. C'è la descrizione delle rovine di Cartagine con molte note storiche. C'è anche un catalogo delle monete da lui trovate in Tunisia.
Nella primavera del 1806 si reca a Vienna e vi torna in giugno, per recarsi a Hédervár, a proseguire nella sistemazione della collezione numismatica dei Wiczai.
Nel 1808 pubblica le "Lezioni elementari di numismatica antica" traduzione dal tedesco di un manuale di Eckhel (Kurtzgefasste Anfangsgründe) di Eckhel con la dedica al generale dell'ordine, il futuro cardinale Francesco Fontana. 
Lo stesso anno esce il manuale Doctrinae numorum veterum a celeberr. Eckhelio editae… in compendium redactae, una riduzione del Doctrinae numorum veterum, sempre di Eckhel.
Sempre nel 1808 è invitato a Vienna Da qui si reca in Ungheria, invitato dal cardinale Carlo Ambrogio d'Asburgo-Este, allora primate d'Ungheria. Qui visita le miniere di Transilvania, e di queste visite darà conto in un altro volume stampato nel 1812 a Milano (Caronni in Dacia : Mie osservazioni locali, nazionali, antiquarie sui Valacchi…) e dedicato al conte Michele Esterházy.
Nel 1811, anche a causa dei sentimenti antifrancesi, si rifugia a Vienna, per tornare a Milano dopo la fine della dominazione francese, poco prima di morire, alla metà d'aprile del 1815.
Nel 1814 era stato pubblicato a Vienna, in due volumi, il catalogo della collezione dei Wiczai, nominalmente opera del conte, ma in realtà opera di Caronni: "Musei Hedervarii in Hungaria nummos antiquos graecos et latinos descripsit,...". Tuttavia quando Domenico Sestini studiò a Hédervár la collezione, si accorse che era in completo disordine e che vi erano molti falsi ed errori sia nella descrizione che nella corretta attribuzione dei pezzi, dandone conto nella prefazione della "Descrizione di molte medaglie antiche greche...", pubblicata a Firenze nel 1828.

## Opere
- Ragguaglio del viaggio compendioso di un dilettante antiquario (1805).
- Ragguaglio di alcuni monumenti di antichità ed arti.... (1806), ristampato, assieme al precedente, nel 1993, con il titolo "Ragguaglio del viaggio in Barberia" a cura di Salvatore Bono, Edizioni San Paolo, ISBN 9788821526947
- Lezioni elementari di numismatica antica, di Joseph Hilarius Eckhel (1787), traduzione dal tedesco (1808)
- Doctrinae numorum veterum a celeberr. Eckhelio editae ... in compendium redactae, 1808
- Caronni in Dacia : Mie osservazioni locali, nazionali, antiquarie sui Valacchi ..., 1812